# Simone Weil
Simone Weil (néhol Weill) (Párizs, 1909. február 3. – Ashford, Kent, 1943. augusztus 24.) francia írónő, aktivista, filozófus és misztikus. Mottója: „Meg kell tanulnunk vágyakozni az után, ami a miénk."

## Élete

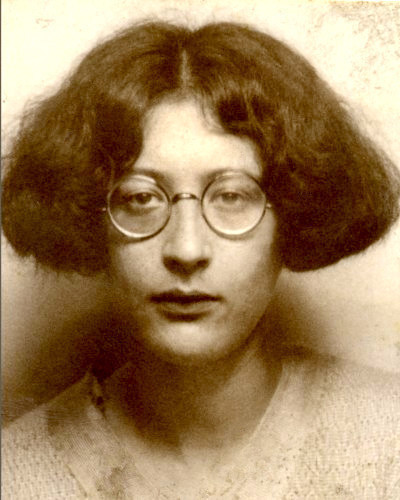
Simone Weil

Bernard Weil elzászi orvos és az orosz-belga Selma Reinherz agnosztikus zsidó szülők gyermekeként Párizsban világi neveltetésben részesült. Fivére André elismert matematikus lett. A líceumban Alain tanítványa volt. Az École normale supérieure-ben tanult filozófiát, azután (1931-ben) középiskolai tanár volt a francia Provence-ban.
Ezekben az években – egy ideig a Renault-gyár munkásaként dolgozott – és a spanyol polgárháborúban való rövid részvételéig (ahol az Anarcho-Szindikalisták oldalán harcolt) politikailag aktív volt. 1936-tól vallási kérdéseket helyezett előtérbe. 1941 nyarán ismerkedett meg Perrin domonkos atyával. Ettől kezdve közeledett a katolicizmushoz, és röviddel halála előtt – pap hiányában – barátnője megkeresztelte. Egész életében sokszor elviselhetetlenségig fokozódó fejfájástól szenvedett.
Franciaország német megszállása miatt először Marseille-be, 1942-ben az USA-ba, végül Angliába menekült, ahol Charles de Gaulle felszabadítási frontjának tagja lett. Szívelégtelenség és tuberkulózis okozta a halálát, miután maga is gyakorlatilag halálvágyó volt. Majdnem minden művét posztumusz adták ki, többek között Albert Camus az Espoir könyvsorozatot.

## Munkái
- Schwerkraft und Gnade [La pesanteur et la grâce] Kegyelem és nehézkedés. Fordította: Pilinszky János
- Das Unglück und die Gottesliebe [Attente de Dieu]. Fordította: Friedhelm Kemp, München, 1953
- Die Einwurzelung, Einführung in die Pflichten dem menschlichen Wesen gegenüber (L´Enracinement).
- Cahiers/Aufzeichnungen. Jegyzetfüzet. Fordította: Bárdos László, Jelenits István
- Gedichte. Történetek. Fordította: Bende József, Budapest : Vigilia, 1998. * Unterdrückung und Freiheit. Politische Schriften. (Aufsätze) Roger&Bernhard/Zweitausendeins,
- Œuvres complètes. Összes művei. Magyarul Ami személyes és ami szent címmel válogatás jelent meg, fordította: Pilinszky János, Reisinger János, Szedő Dénes Mihály. Megjelenés: Vigilia, Kossuth, Budapest, 1983

## Magyarul
- Ami személyes, és ami szent. Válogatott írások; ford. Pilinszky János, Reisinger János, Szedő Dénes; vál., bev., jegyz., bibliográfia Reisinger János; Vigilia, Bp., 1983 (Vigilia-könyvek)
- Jegyzetfüzet; ford. Bárdos László, Jelenits István; Új Mandátum, Bp., 1993 (Emberhalász könyvek)
- Kegyelem és nehézkedés; ford. Pilinszky János, szöveggond., jegyz. Bende József és Hafner Zoltán, utószó Hafner Zoltán; Vigilia, Bp., 1994 (XX. századi keresztény gondolkodók)
- Jegyzetfüzet II.; ford. Bárdos László, Jelenits István; Hatodik Síp Alapítvány–Új Mandátum, Bp., 1994 (Emberhalász könyvek)
- Szerencsétlenség és istenszeretet. Válogatott írások; vál., ford., előszó, jegyz. Bende József; Vigilia, Bp., 1998 (XX. századi keresztény gondolkodók)
- Ami személyes, és ami szent. Válogatott írások; vál., bev., jegyz. bibliográfia Reisinger János, ford. Pilinszky János, Reisinger János, Szedő Dénes, jegyz. kieg. Bende József; 2. jav. kiad.; Vigilia, Bp., 1998
- Begyökerezettség. Előhang az emberi lénnyel szembeni kötelességek nyilatkozatához; ford., jegyz. Gutbrod Gizella; Gondolat, Bp., 2012
- Simone Weil. Pilinszky János fordításai és cikkei; szerk., szöveggond., utószó, jegyz. Bende József; Vigilia, Bp., 2022

## Fordítás
- Ez a szócikk részben vagy egészben  a   Simone Weil című német Wikipédia-szócikk ezen változatának fordításán alapul.  Az eredeti cikk szerkesztőit annak laptörténete sorolja fel. Ez a jelzés csupán a megfogalmazás eredetét és a szerzői jogokat jelzi, nem szolgál a cikkben szereplő információk forrásmegjelöléseként.
- Ez a szócikk részben vagy egészben  a   Simone Weil című olasz Wikipédia-szócikk ezen változatának fordításán alapul.  Az eredeti cikk szerkesztőit annak laptörténete sorolja fel. Ez a jelzés csupán a megfogalmazás eredetét és a szerzői jogokat jelzi, nem szolgál a cikkben szereplő információk forrásmegjelöléseként.